# Pins and Needles
Pins and Needles è il quarto album in studio del gruppo musicale rock canadese The Birthday Massacre, pubblicato il 14 settembre 2010.

## Tracce
1. In the Dark – 3:42
2. Always – 4:11
3. Pale – 3:58
4. Control – 3:20
5. Shallow Grave – 3:47
6. Sideways – 3:25
7. Midnight – 3:43
8. Pins and Needles – 4:19
9. Two Hearts – 3:20
10. Sleepwalking – 3:49
11. Secret – 4:23

Durata totale: 41:57